# Deborah Oppenheimer
Deborah Oppenheimer ist eine US-amerikanische Filmproduzentin. Für ihre Arbeit an Kindertransport – In eine fremde Welt wurde sie, zusammen mit Mark Jonathan Harris, bei der Oscarverleihung 2001 mit dem Preis für den besten Dokumentarfilm ausgezeichnet.

## Biografie
Deborah Oppenheimer ist Tochter einer Überlebenden der Kindertransporte, die 1993 starb. Sie wuchs in Valley Stream (Nassau County (New York)) auf und ging dort zur High School.
Sie schloss 1975 das Buffalo State College mit einem Bachelor in Anglistik ab und arbeitete zunächst für John Wiley & Sons. Bereits 1981 war sie jedoch zum Fernsehen gewechselt und arbeitete als TV-Producerin, später als Vize-Präsidentin für Produktion bei Lorimar Television, einer Firma, die heute Teil des Warner Brothers-Konzerns ist. 2013 wechselte sie als Executive Vice President zu Carnival Films.

## Werk (Auswahl)
als Produzentin
- 1998–1990: Der Hogan-Clan (Sitcom, 4 Episoden)
- 1990–1991: Zwischen Couch und Kamera (Fernsehserie, 18 Episoden)
- 1996: Life with Roger (Fernsehserie, 20 Episoden)
- 2000: Kindertransport – In eine fremde Welt (Into the Arms of Strangers: Stories of the Kindertransport)
- 2001: The Oblongs (Zeichentrickserie, 6 Episoden)
- 2000–2002: Nikki (Fernsehserie, 37 Episoden)
- 2002–2004: George Lopez-Show (22 Episoden)
- 2004: Drew Carey Show (Comedyserie, 143 Episoden)
- 2005–2006: Freddie (Sitcom, 22 Episoden)
- 2013: Family Tree (Mockumentary, 8 Episoden)

## Auszeichnungen
Für Kindertransport – In eine fremde Welt:
Gewonnen
- 2000: „Crystal Heart Award“ des Heartland Filmfestival
- 2001: Bester Dokumentarfilm der Oscarverleihung 2001

Nominiert
- 2000: „Video Source Award“ der International Documentary Association